# Gildehuis der Vrije Schippers

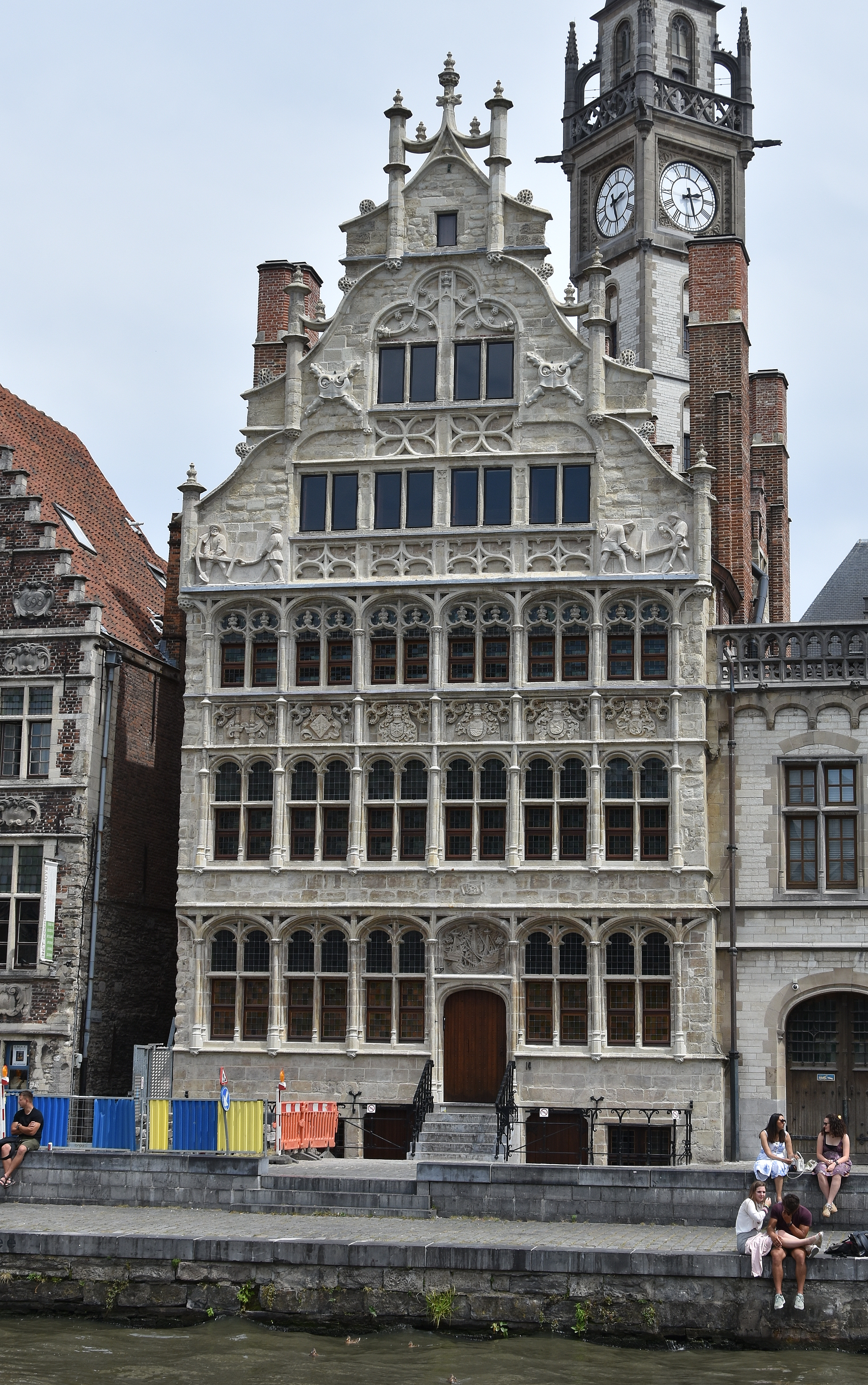
Gildehuis der Vrije Schippers in 2019, na restauratie

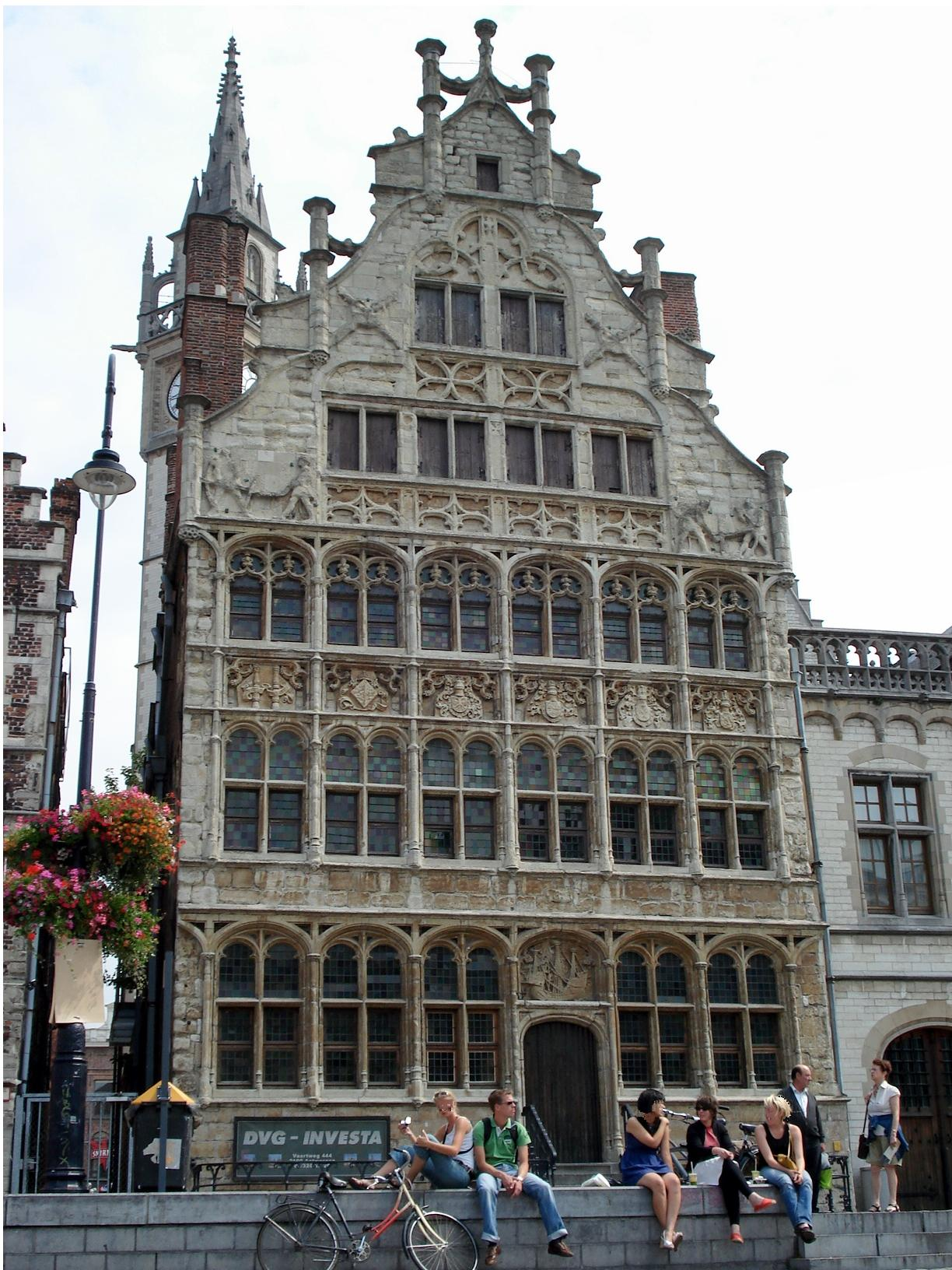
Gildehuis der Vrije Schippers in 2007, voor restauratie

Het Gildehuis der Vrije Schippers is een van de best bewaarde gildehuizen aan de Graslei in Gent, op de oostelijke zijde van de Leie. De gilde van de Vrije schippers kocht het aan in 1530.
Oorspronkelijk was het gebouw eigendom van de molenaarsgilde en droeg de naam Windas. Toen de kapitaalkrachtige vrije schippers het kochten lieten ze het in de stijl van de Brabantse gotiek restaureren. De Leie, tussen de Sint-Michielsbrug en de Grasbrug was vanaf de 10e tot de 18e eeuw een belangrijke binnenhaven voor Gent. In de tweede helft van de 17e eeuw zag de gilde zich om financiële redenen verplicht het gebouw te verkopen en het wisselde daarna een aantal keren van eigenaar.
Het gildehuis kreeg een aantal verschillende functies en inrichtingen alhoewel het structureel vrijwel onaangetast bleef. De Belgische staat kocht het aan in 1897 en de trapgevel uitgevoerd in Balegemse steen werd gerestaureerd in de aanloop naar de Wereldtentoonstelling van 1913 in Gent.
In 2015 startte een nieuwe restauratie en renovatie onder impuls van de nieuwe eigenaar, het Havenbedrijf van Gent, dat het gebouw kocht voor 1,85 miljoen euro. De gevel en het interieur worden opnieuw volledig gerestaureerd - kostprijs bijna 4 miljoen euro inclusief het archeologisch onderzoek - met maximaal behoud van de bestaande elementen. Het gebouw zal als representatieruimte dienen voor de Gentse haven. Op het gelijkvloers komt een expositieruimte waar Gentenaars en toeristen kunnen binnenlopen.

## De voorgevel
De deken van de gilde van de Vrije Schippers liet in 1531 een nieuwe gevel ontwerpen door bouwmeester Christoffel van den Berghe. De eerste verdieping is bekroond met wapenschilden van de gebieden waarover keizer Karel V regeerde. Ook zijn devies Plus oultre (Steeds verder) is er te zien. Hogerop zijn beelden die de activiteiten van de neringen weergeven met daarboven twee Bourgondische Sint-Andreaskruisen.

## Galerij

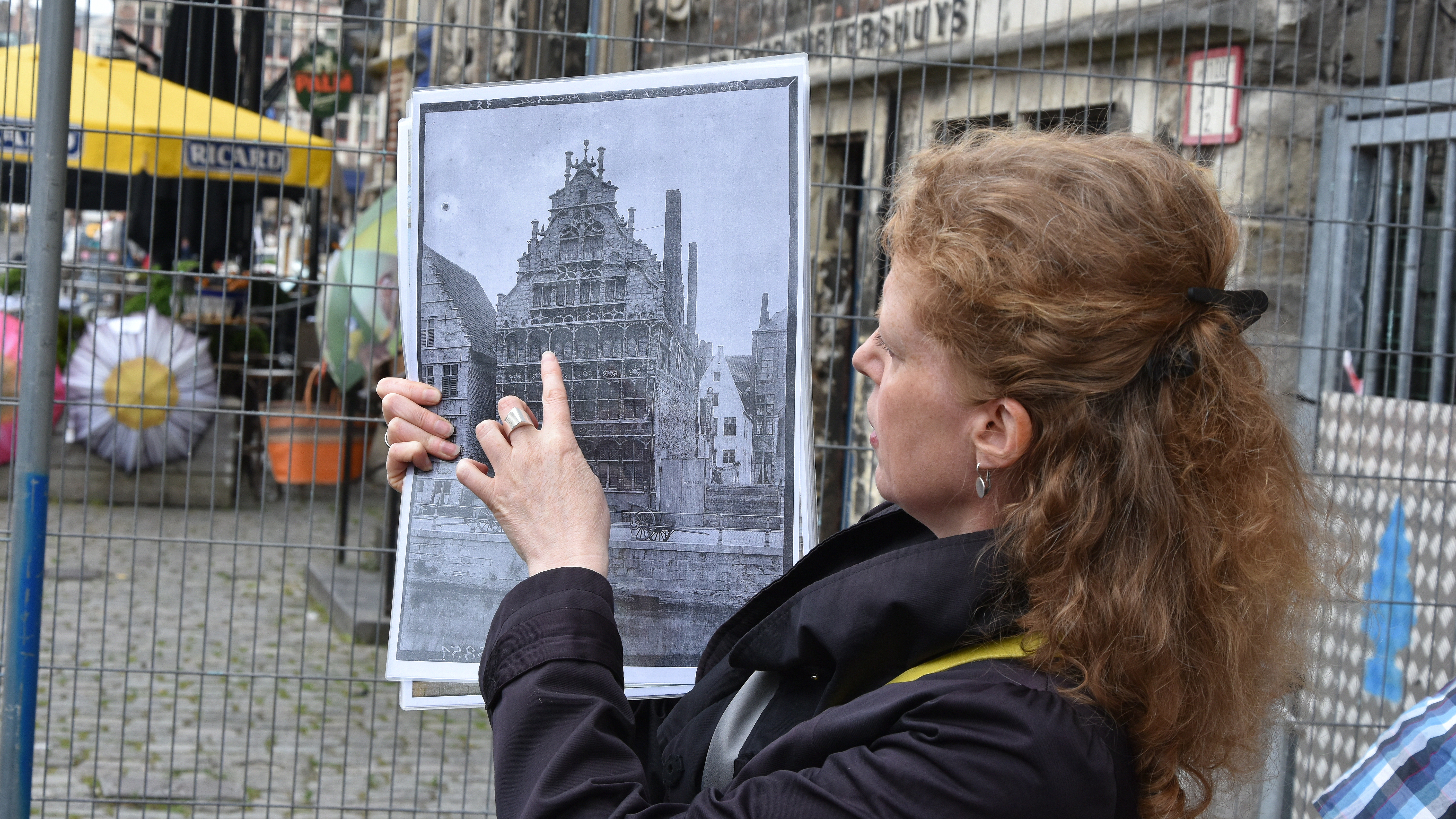
Een werfbezoek tijdens de restauratie in 2016
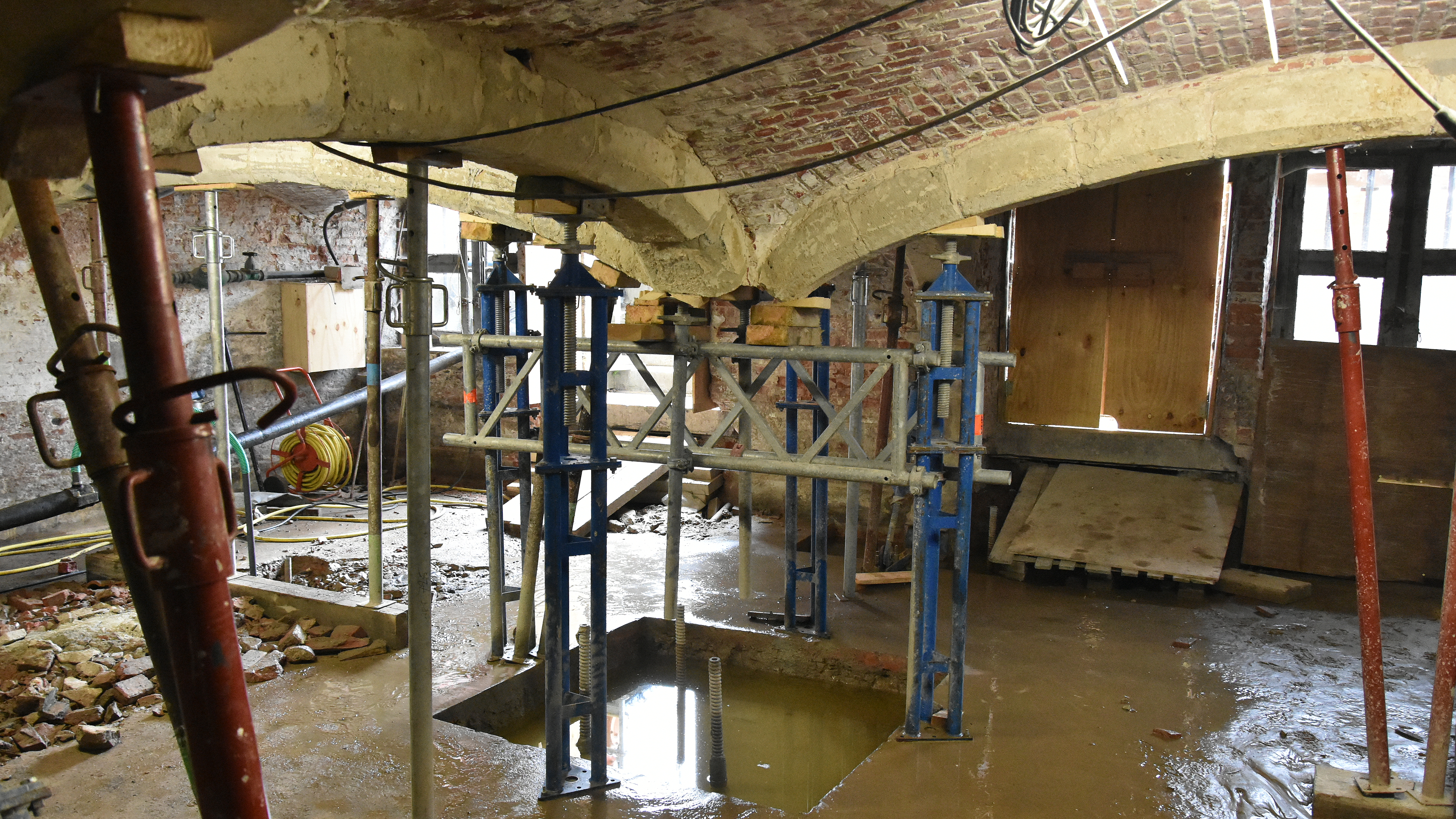
De kelder van het gildehuis tijdens de restauratie in 2016
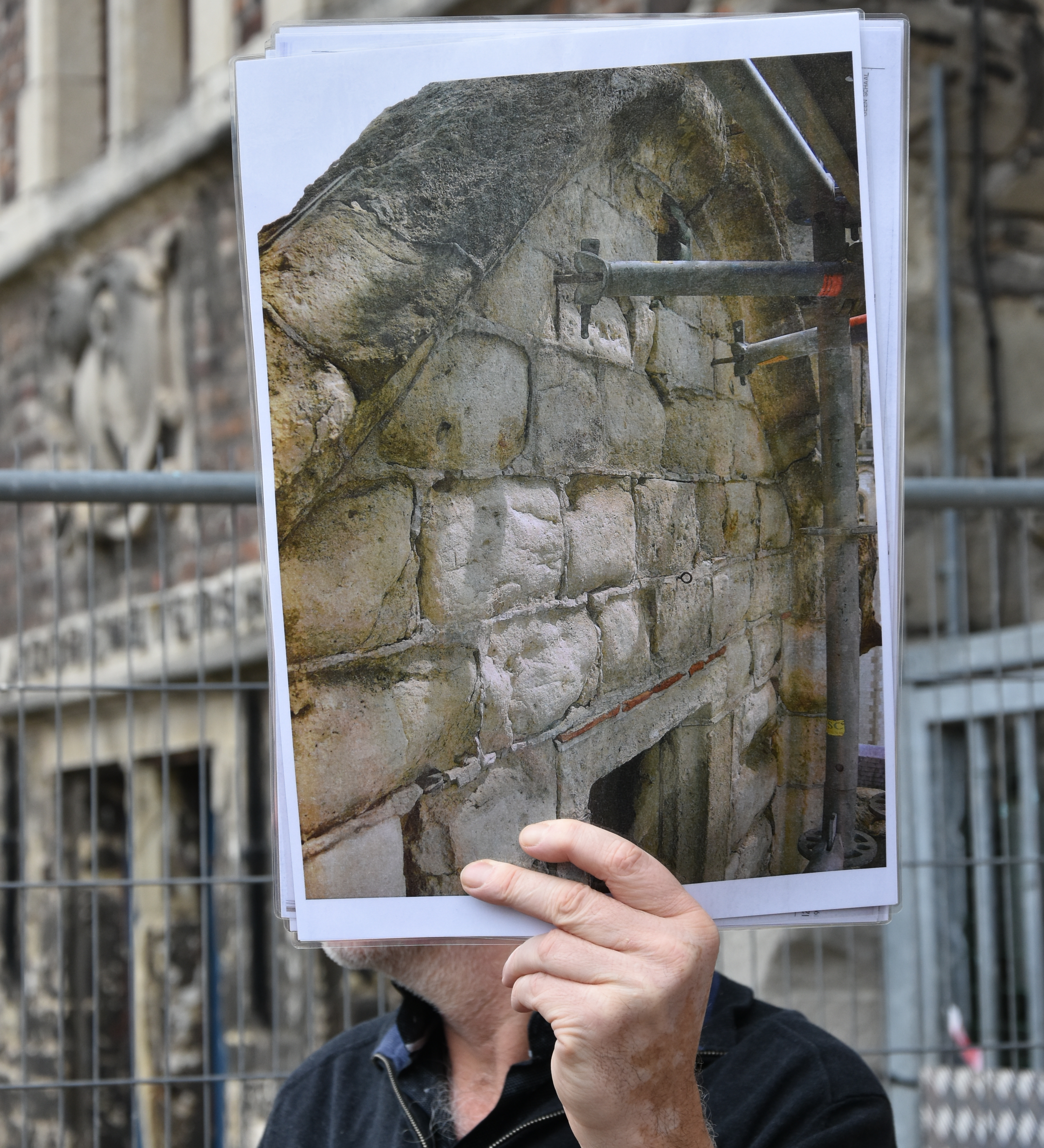
De verwering van de Balegemse steen
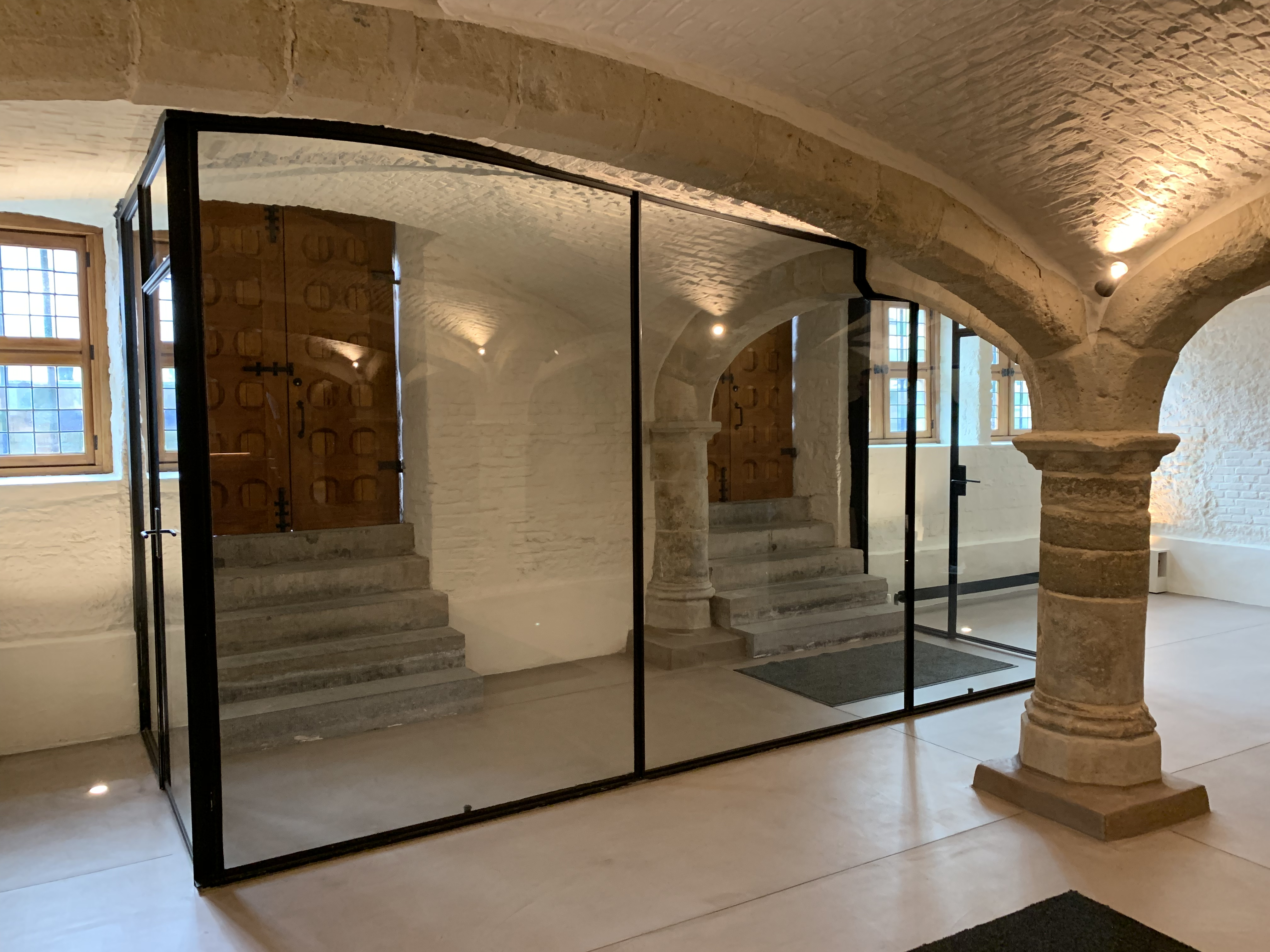
De gerestaureerde kelder van het gildehuis, op de eerste dag dat het aan het publiek getoond werd (tijdens erfgoeddag 2019).